# Unlocked (film, 2023)
Pour les articles homonymes, voir Unlocked.
Pour plus de détails, voir Fiche technique et Distribution.
Unlocked (hangeul : 스마트폰을 떨어뜨렸을 뿐인데 ; RR : Seumateuponeul tteoreotteuryeosseul ppuninde ; MR : Sŭmat'ŭp'onŭl ttŏrŏttŭryŏssŭl ppuninde ; litt. « Je viens de faire tomber mon smartphone ») est un film sud-coréen réalisé par Kim Tae-joon et sorti en 2023, exclusivement sur Netflix.
Il s'agit du premier long métrage du scénariste-réalisateur et de l'adaptation du roman japonais Sumaho o otoshita dake nanoni (スマホを落としただけなのに) — inédit en France — d'Akira Shiga, ayant déjà transposé au grand écran japonais sous le titre Stolen Identity de Hideo Nakata en 2018.

## Fiche technique
Sauf indication contraire ou complémentaire, les informations mentionnées dans cette section peuvent être confirmées par la base de données KMDb
- Titre original : 스마트폰을 떨어뜨렸을 뿐인데
- Titre international et français : Unlocked
- Réalisation et scénario : Kim Tae-joon, d'après le roman japonais Sumaho o otoshita dake nanoni (スマホを落としただけなのに) d'Akira Shiga (ja)[1]
- Musique : Dalparan et Heo Jun-hyuk
- Direction artistique : Lee Nae-gyeong
- Costumes : Sin Ji-yeong
- Photographie : Kim Yong-seong
- Son : Park Yong-ki
- Montage : Sin Min-gyeong
- Production : Seo Jonghaes
- Coproduction : Seo Jonghaes et Gwon Mi-gyeong
- Sociétés de production : Mizifilm ; Studio N (coproduction)
- Société de distribution : Netflix
- Pays de production :  Corée du Sud
- Langue originale : coréen
- Format : couleur
- Genre : Thriller
- Durée : 117 minutes
- Date de sortie :
  - Monde : 17 février 2023 sur Netflix

## Distribution
- Cheon Woo-hee : Lee Na-mi
- Yim Si-wan : Oh Jun-yeong
- Kim Hee-won (en) : Woo Ji-man, inspecteur
- Park Ho-san (en) : Lee Seung-woo, père de Na-mi
- Kim Ye-won (en) : Jeong Eun-joon, meilleure amie de Na-mi
- Oh Hyun-kyung (en) : Oh, directrice générale
- Jeon Jin-oh : Kim Jeong-ho
- Kim Joo-ryoung : Eun-mi
- Gil Hae-yeon (en) : Je-yeon

## Production
Le tournage a lieu entre le 21 mars et le 27 juin 2021, à Gwangju (Jeolla du Sud), ainsi que le Gyeonggi.

## Accueil
La sortie du film était, à l'origine, prévue en salles sud-coréennes par la distribution CJ ENM, avant que, suivant la décision plus tard, il ne le diffuse sur Netflix en mode continu.